# Il prezzo della vittoria
Il prezzo della vittoria (An Echo in the Bone) è un romanzo scritto da Diana Gabaldon e pubblicato nel 2009. In Italia costituisce la seconda parte di An Echo in the Bone, settimo volume della serie di Outlander.

## Trama
Fort Ticonderoga, luglio 1777. Il generale di brigata Simon Fraser, parente di Jamie, conquista Fort Ticonderoga, abbandonata il giorno prima in tutta fretta dai rivoluzionari. Le truppe britanniche partono all'inseguimento, ma molti ribelli, tra i quali Claire, Jamie e Ian, riescono a salvarsi, raggiungendo l'esercito principale americano, capitanato dal generale Horatio Gates. Dopo la sconfitta inglese nella battaglia di Saratoga iniziano le trattative tra i due schieramenti, finché gli inglesi non accettano la resa a condizione che le spoglie di Simon Fraser vengano riportate in Scozia da Jamie. Jamie accetta e ritorna in patria con Claire e Ian: quest'ultimo è costretto a lasciare il proprio cane lupo Rollo, ferito, a Rachel Hunter, della quale si è innamorato e che intende sposare, nonostante lei sia quacchera. Durante una breve sosta a Edimburgo, dove Jamie recupera il suo torchio da stampatore, Claire riceve la visita di Percy Beauchamp, un uomo che già da qualche mese sta cercando Claudel Rakoczy, ovvero Fergus, nipote ed erede legittimo del conte di Saint-Germain di cui si erano perse le tracce. Percy lavora per il governo francese e vuole trovare Fergus perché erediterebbe grandi possedimenti in America, al momento in mano alla Gran Bretagna, con i quali potrebbe aiutare il buon esito della rivoluzione, secondo il volere della Francia. Giunti a Lallybroch, Jamie, Claire e Ian scoprono che il vecchio Ian ha la tisi e assistono al lento declino che porta, dopo alcuni mesi, alla morte dell'uomo. Claire e il giovane Ian, però, ripartono per Philadelphia prima che il vecchio Ian muoia perché Claire deve operare urgentemente il piccolo Henri-Christian, figlio minore di Fergus e Marsali, che soffre di apnea notturna a causa delle tonsille ingrossate, e Ian vuole rivedere Rachel e Rollo; a Philadelphia Claire opera anche Henry Grey, nipote di lord John, ferito gravemente da due pallottole. Dopo la morte del vecchio Ian, Jamie e sua sorella Jenny lasciano Lallybroch per raggiungere Claire e Ian in America, salpando, però, a bordo della Philomene e non della Euterpe; così, quando a Claire arriva la notizia che la Euterpe è affondata e non ci sono sopravvissuti, si convince che Jamie sia morto e accetta di sposare John Grey per non essere arrestata come spia dei ribelli. Alcuni mesi dopo, l'arrivo di Jamie chiarisce il malinteso, ma William, trovandosi faccia a faccia con l'uomo, capisce che il suo vero padre è Jamie e non il conte di Ellesmere. Nel frattempo, Arch Bug tenta di assassinare Rachel per vendicarsi della morte della moglie, ma finisce lui stesso ucciso, mentre la ragazza si salva.
Intanto, nel 1980, Brianna e Roger ricevono l'inaspettata visita di William Buccleigh MacKenzie, l'uomo che nel passato fece impiccare Roger, che è finito per sbaglio nel futuro tramite il cerchio di pietre di Craigh na Dun e vuole il loro aiuto per tornare indietro dalla sua famiglia. Durante i preparativi per la partenza di William, Rob Cameron, collega di Brianna e amico di Roger, scopre che Jem sa dov'è nascosto l'oro di Charles Stuart e lo rapisce.

## Edizioni
- Il prezzo della vittoria, Corbaccio, 2010,  p. 512, ISBN 978-88-6380-058-6.
- Il prezzo della vittoria, TEA, 2012, ISBN 978-88-502-2829-4.